# Wonokromo (Tikung)
Wonokromo is een bestuurslaag in het regentschap Lamongan van de provincie Oost-Java, Indonesië. Wonokromo telt 3345 inwoners (volkstelling 2010).